# Hersilia floralis
Hersilia floralis är en tvåvingeart som beskrevs av Robineau-desvoidy 1863. Hersilia floralis ingår i släktet Hersilia och familjen parasitflugor.
Artens utbredningsområde är Frankrike. Inga underarter finns listade i Catalogue of Life.